# La Rochefoucauld-en-Angoumois
La Rochefoucauld-en-Angoumois est une commune nouvelle située dans le département de la Charente, en région Nouvelle-Aquitaine, créée le 1er janvier 2019  à la suite de la fusion entre les anciennes communes de La Rochefoucauld et Saint-Projet-Saint-Constant.

## Géographie

### Communes limitrophes
|        | Rivières                      | Taponnat-Fleurignac  |
| Brie   | La Rochefoucauld-en-Angoumois | Marillac-le-Franc    |
| Mornac | Bunzac                        | Moulins-sur-Tardoire |

## Histoire

### Préhistoire
Une grotte sépulcrale (site dit Réseau de la Licorne) datant de l'âge du Bronze, a été découverte en février 2021 (annonce en mars 2022 par le ministère de la Culture) à La Rochefoucauld-en-Angoumois, près du bourg de Saint-Projet-Saint-Constant. Cette vaste grotte a servi de lieu de sépulture pendant plus d'un millénaire (2200-800 av. J.-C.).

### Temps modernes
Le 1er janvier 2019, la commune est créée à la suite de la fusion entre La Rochefoucauld et Saint-Projet-Saint-Constant qui est actée par un arrêté préfectoral du 28 septembre 2018.

## Urbanisme

### Typologie
Au 1er janvier 2024, La Rochefoucauld-en-Angoumois est catégorisée bourg rural, selon la nouvelle grille communale de densité à 7 niveaux définie par l'Insee en 2022.
Elle appartient à l'unité urbaine de La Rochefoucauld-en-Angoumois, une unité urbaine monocommunale constituant une ville isolée,. Par ailleurs la commune fait partie de l'aire d'attraction d'Angoulême, dont elle est une commune de la couronne,. Cette aire, qui regroupe 94 communes, est catégorisée dans les aires de 50 000 à moins de 200 000 habitants,.

### Risques majeurs
Le territoire de la commune de La Rochefoucauld-en-Angoumois est vulnérable à différents aléas naturels : météorologiques (tempête, orage, neige, grand froid, canicule ou sécheresse), inondations et séisme (sismicité faible). Il est également exposé à un risque technologique,  le transport de matières dangereuses. Un site publié par le BRGM permet d'évaluer simplement et rapidement les risques d'un bien localisé soit par son adresse soit par le numéro de sa parcelle.

#### Risques naturels
Certaines parties du territoire communal sont susceptibles d’être affectées par le risque d’inondation par débordement de cours d'eau, notamment la Tardoire, la Ligonne, le Bandiat et la Bellonne. La commune a été reconnue en état de catastrophe naturelle au titre des dommages causés par les inondations et coulées de boue survenues en 1982, 1983, 1993, 1999 et 2009,.

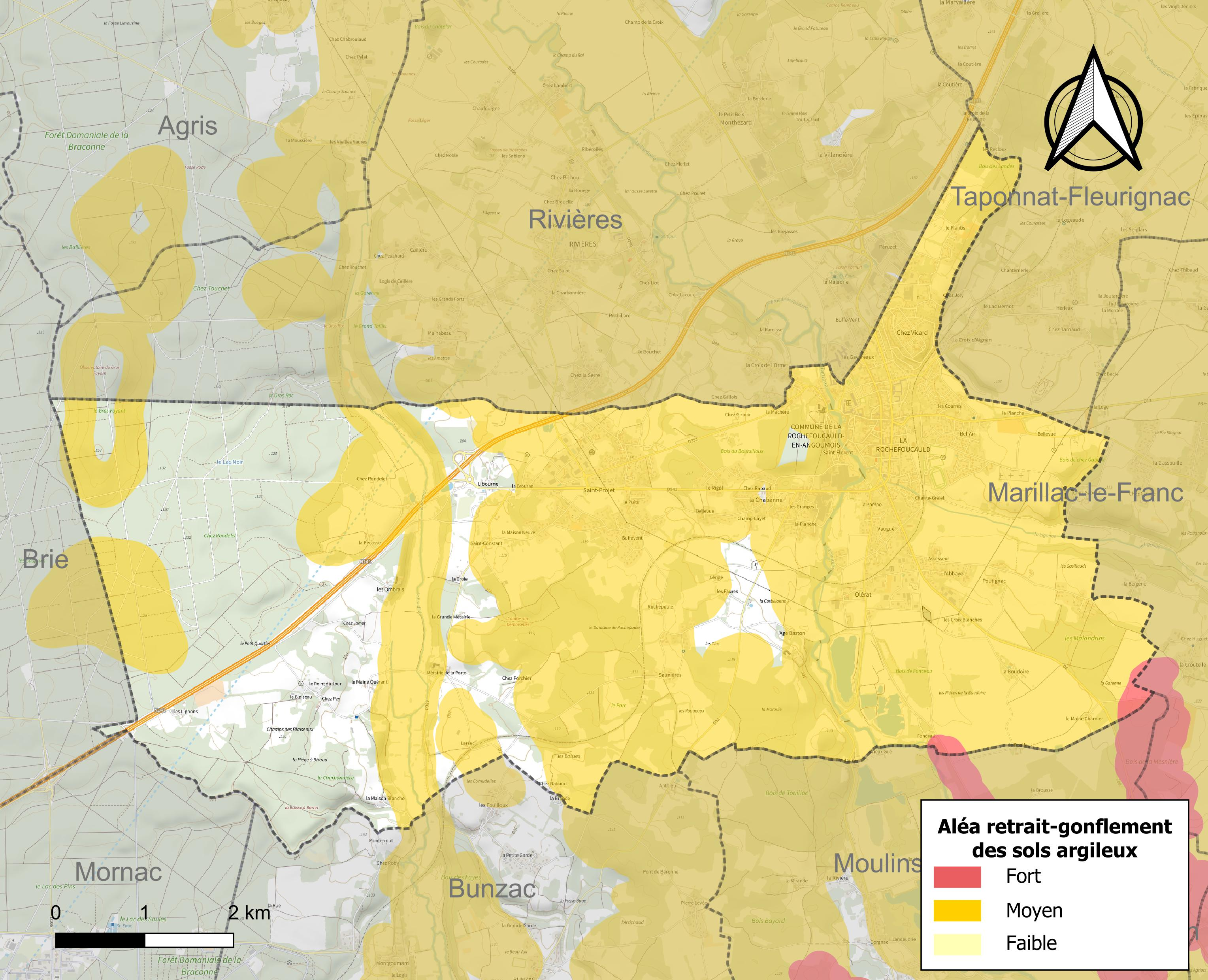
Carte des zones d'aléa retrait-gonflement des sols argileux de La Rochefoucauld-en-Angoumois.

Le retrait-gonflement des sols argileux est susceptible d'engendrer des dommages importants aux bâtiments en cas d’alternance de périodes de sécheresse et de pluie. 72,3 % de la superficie communale est en aléa moyen ou fort (67,4 % au niveau départemental et 48,5 % au niveau national). Sur les 1 928 bâtiments dénombrés sur la commune en 2019,  1 900 sont en aléa moyen ou fort, soit 99 %, à comparer aux 81 % au niveau départemental et 54 % au niveau national. Une cartographie de l'exposition du territoire national au retrait gonflement des sols argileux est disponible sur le site du BRGM,.
Par ailleurs, afin de mieux appréhender le risque d’affaissement de terrain, l'inventaire national des cavités souterraines permet de localiser celles situées sur la commune.
Concernant les mouvements de terrains, la commune a été reconnue en état de catastrophe naturelle au titre des dommages causés par la sécheresse en 2005 et 2011 et par des mouvements de terrain en 1999.

#### Risques technologiques
Le risque de transport de matières dangereuses sur la commune est lié à sa traversée par une ou des infrastructures routières ou ferroviaires importantes ou la présence d'une canalisation de transport d'hydrocarbures. Un accident se produisant sur de telles infrastructures est susceptible d’avoir des effets graves sur les biens, les personnes ou l'environnement, selon la nature du matériau transporté. Des dispositions d’urbanisme peuvent être préconisées en conséquence.

## Toponymie
Le nom de la commune nouvelle est issu de celui de la commune de La Rochefoucauld, ainsi que de sa situation géographique au sein de la province d'Angoumois.

### La Rochefoucauld
Les formes anciennes sont Rupe Fulcaudi en 1060-1075, Rochafulcaudi et Rocha Fulchaudi en 1243, Ruppem Fulcaudi en 1273, Rocha au XIIIe siècle, Rupes en 1345,.
L'origine du nom de La Rochefoucauld remonterait à un nom de personne germanique Fulcoald qui aurait construit un château sur une hauteur, qu'on appelait Roche au Moyen Âge,,. Les noms composés en roche sont assez fréquents dans la région.
Pendant la Révolution, la commune s'est appelée provisoirement La Roche-Tardoire.

### Saint-Projet-Saint-Constant
Les formes anciennes pour Saint-Projet sont Sanctus Prejectus en 1293, Saint-Preich en 1480.
Le nom de Saint-Constant est attesté sous la forme ancienne Sanctus Constancius en 1280.
L'origine du nom de Saint-Projet remonte à Priest de Clermont (Praejectus), évêque d'Auvergne du VIIe siècle. Ce même évêque a aussi donné son nom aux communes comme Saint-Priest  et Saint-Prix  en Auvergne, Saint-Projet  (Lot, Tarn-et-Garonne), dont les formes anciennes sont aussi "Sanctus Prejectus", et Saint-Preuil en Charente. Ceci explique aussi le gentilé des habitants de la commune.
Le nom de Saint-Constant a pour origine saint Constant, évêque de Pérouse, martyr au IIe siècle,.

### Langue régionale
La commune est dans la partie occitane de la Charente, dont le dialecte est le limousin. La forêt de la Braconne marque la limite à l'ouest avec la langue d'oïl. La commune se nomme La Ròcha Focaud-d'Engolmés en occitan.

## Politique et administration

### Administration municipale
| Nom                         | Code Insee | Intercommunalité                        | Superficie (km2) | Population (dernière pop. légale) | Densité (hab./km2) |
| --------------------------- | ---------- | --------------------------------------- | ---------------- | --------------------------------- | ------------------ |
| La Rochefoucauld (siège)    | 16281      | CC La Rochefoucauld - Porte du Périgord | 7,21             | 2 932 (2016)                      | 407                |
| Saint-Projet-Saint-Constant | 16344      | CC La Rochefoucauld - Porte du Périgord | 16,94            | 1 071 (2016)                      | 63                 |

### Liste des maires
| Période        | Période  | Identité           | Étiquette | Qualité                                                           |
| -------------- | -------- | ------------------ | --------- | ----------------------------------------------------------------- |
| 8 janvier 2019 | En cours | Jean-Louis Marsaud | DVD       | Ingénieur DCNS Maire de Saint-Projet-Saint-Constant (2001 → 2018) |

### Jumelages
- Birkenau (Odenwald) (Allemagne) depuis 1981, voir Birkenau (de).

### Politique environnementale
Dans son palmarès 2024, le Conseil national de villes et villages fleuris de France a attribué une fleur à la commune.

## Population et société

### Enseignement
La commune de La Rochefoucauld-en-Angoumois possède plusieurs établissements d'enseignement primaire et secondaire :
- École maternelle Les petits Pichotiers
- École élémentaire Maurice-Genevoix
- École primaire publique (Saint-Projet)
- École et collège Anne-Marie-Martel (enseignement catholique)
- Collège Jean-Rostand (public)
- Maison familiale rurale (MFR) de La Rochefoucauld-en-Angoumois (établissement de formation professionnelle par alternance : CAP Jardinier paysagiste, CAP Service aux personnes et vente en espace rural et baccalauréat professionnel Service aux personnes et aux territoires)

## Économie
Sur la commune se trouve la société des pantoufles Rondinaud.

## Culture locale et patrimoine

### Lieux et monuments
- Église Saint-Cybard de La Rochefoucauld.
- Château de La Rochefoucauld
- Karst de La Rochefoucauld

Monuments de La Rochefoucauld-en-Angoumois
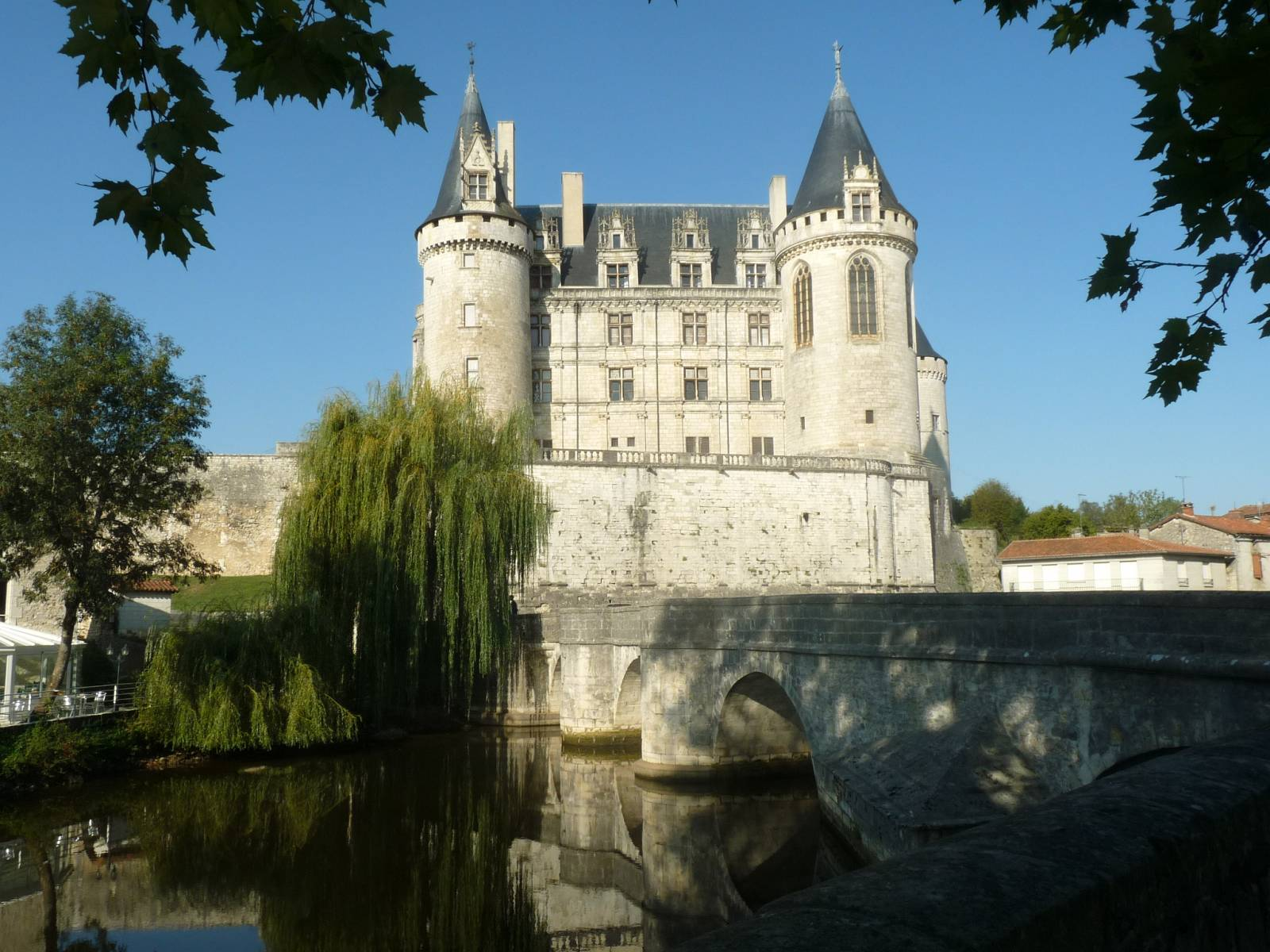
Château de La Rochefoucauld.
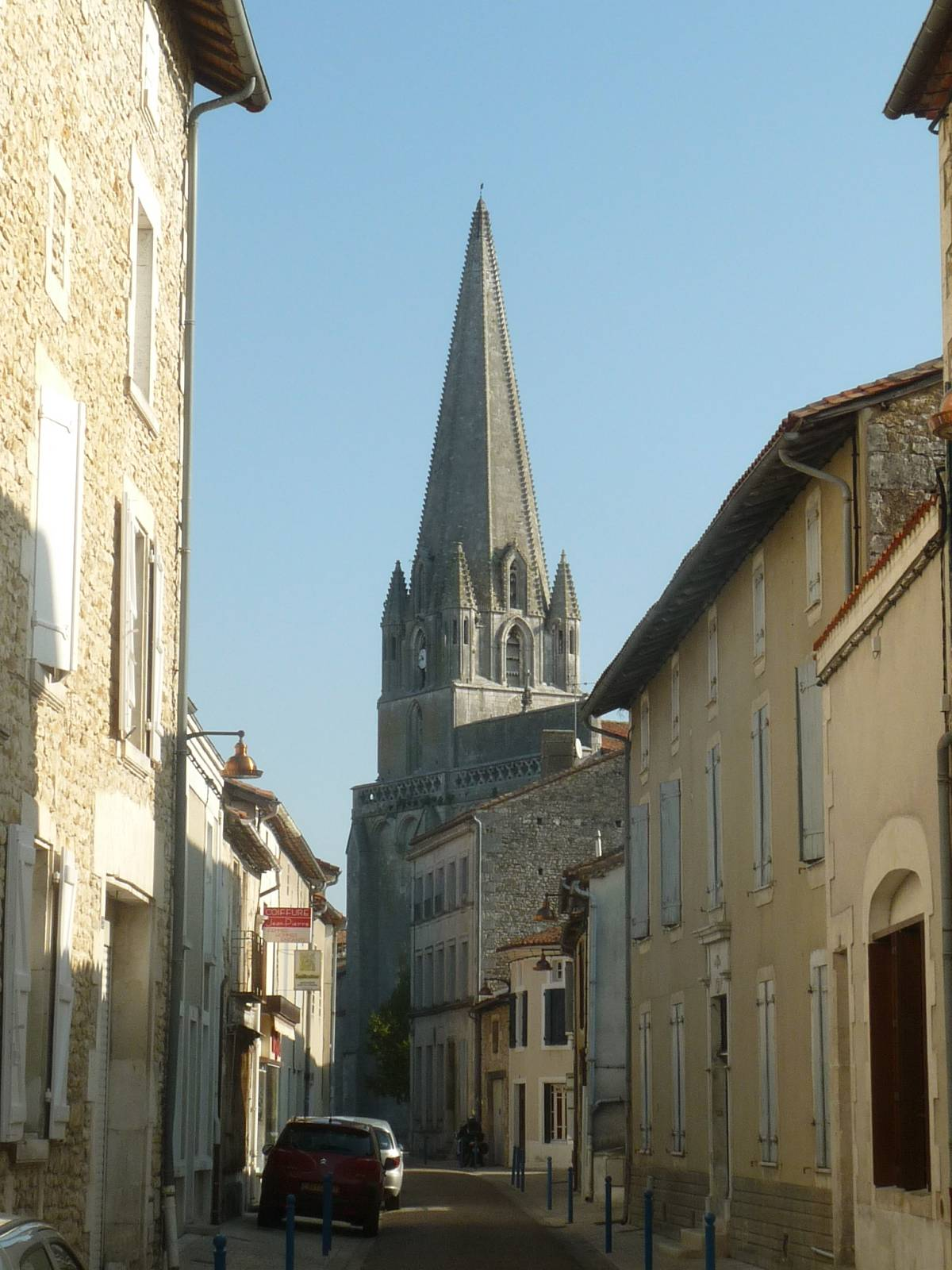
Collégiale Notre-Dame-de-l'Assomption-et-Saint-Cybard.
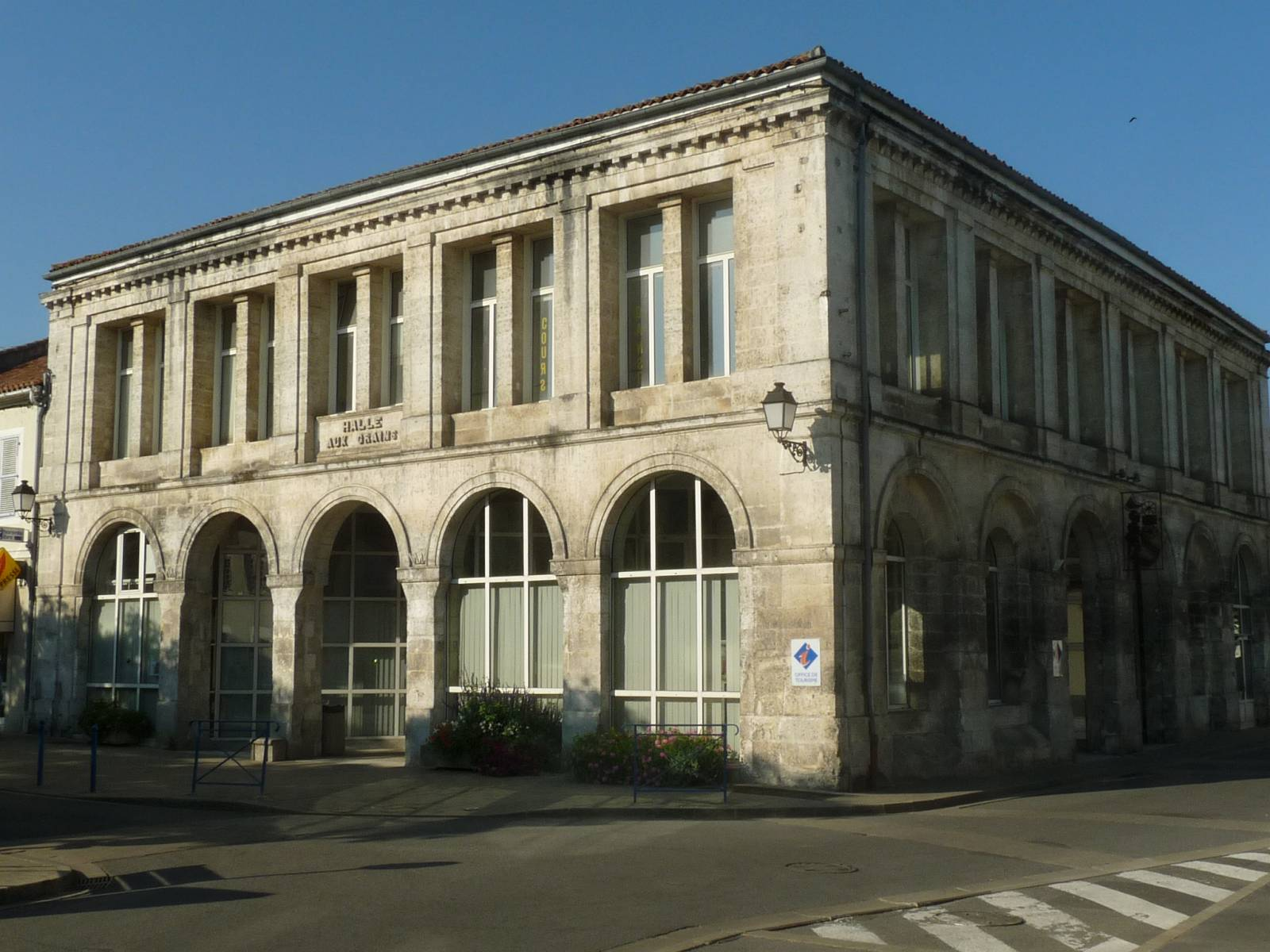
Ancienne halle aux grains de La Rochefoucauld.
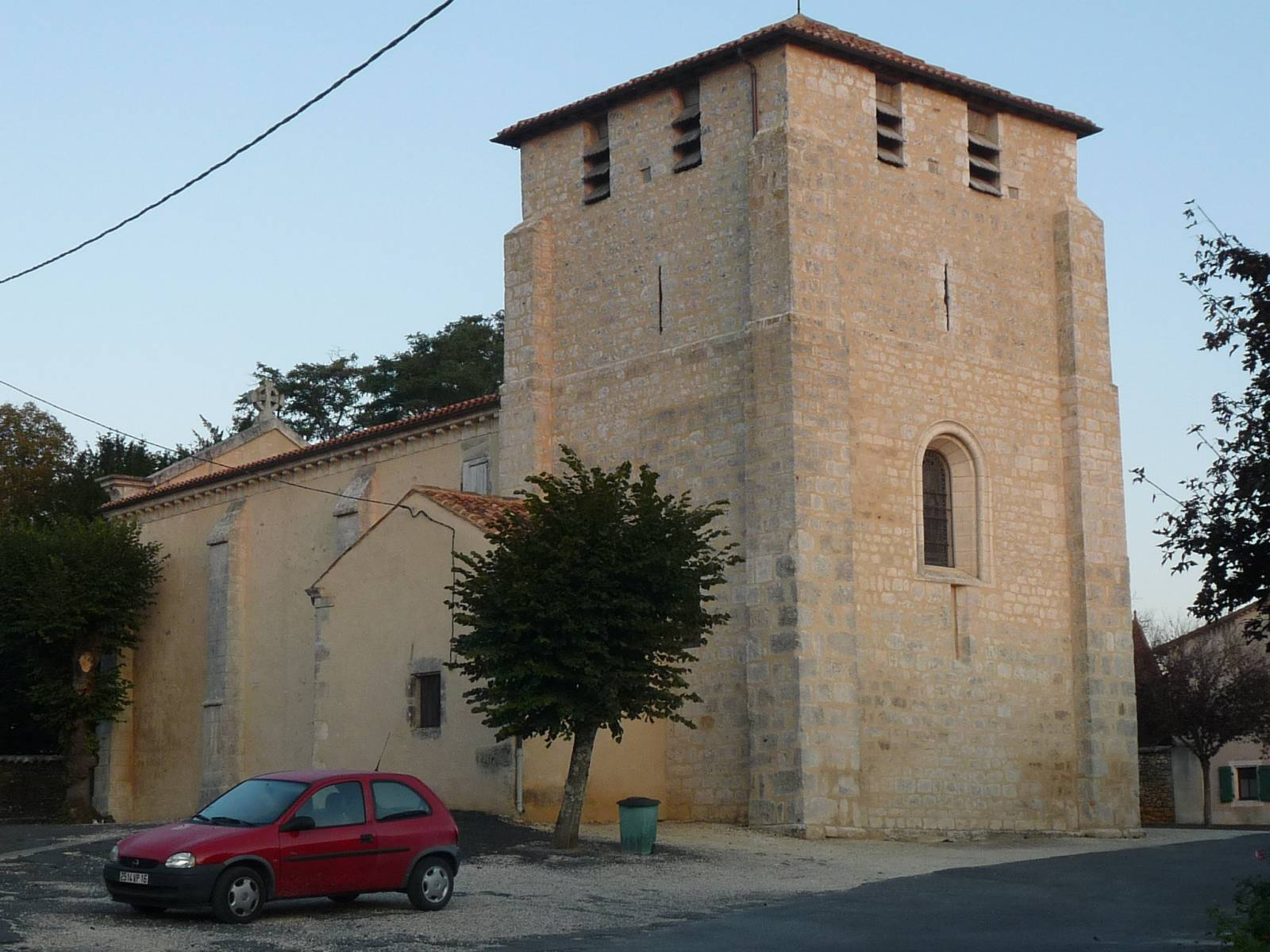
Église de Saint-Projet.
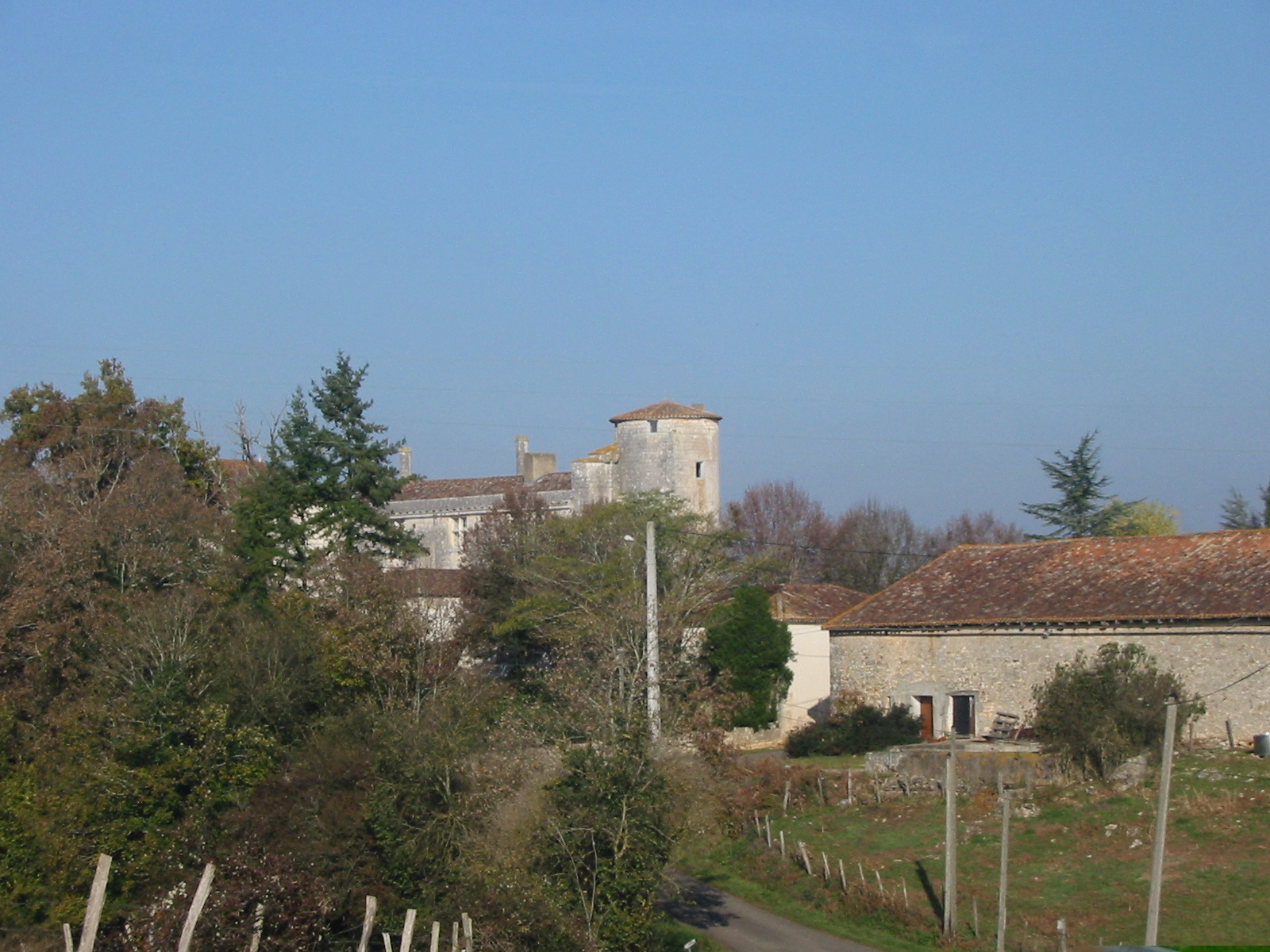
Château de Puyvidal.
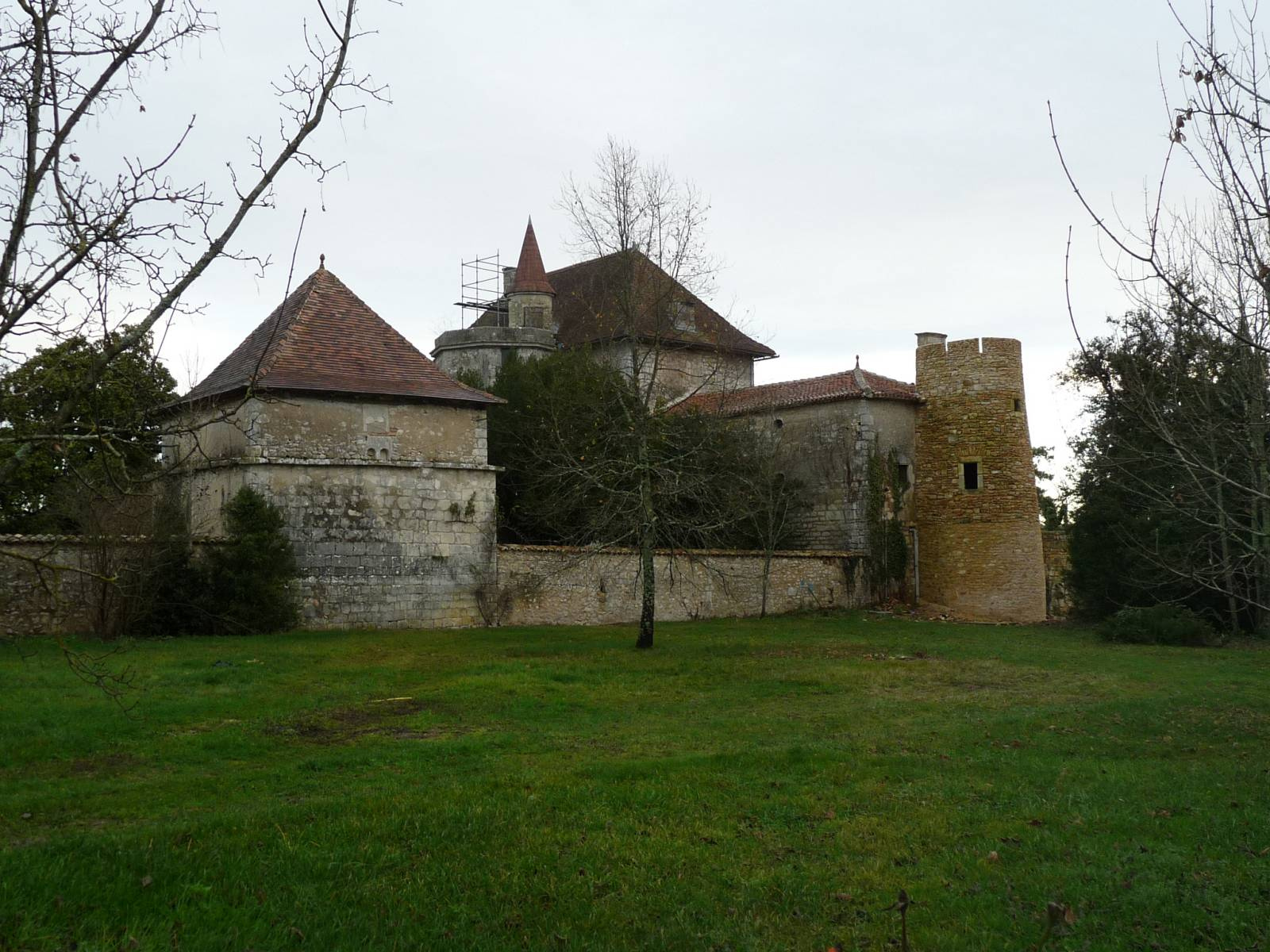
Château des Ombrais.